# Equivalência massa–energia

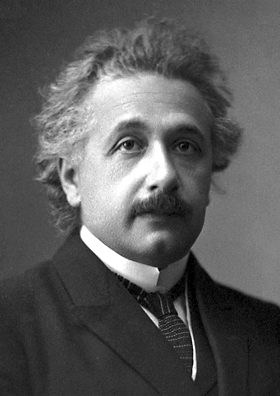
Albert Einstein

Na física, a equivalência massa-energia é a relação entre massa e energia no referencial de repouso de um sistema, onde as duas quantidades diferem apenas por uma constante multiplicativa e pelas unidades de medida.   O princípio é descrito pela fórmula do físico Albert Einstein : {\displaystyle E=mc^{2}} .  Num referencial onde o sistema está em movimento, a sua energia relativística e a sua massa relativística (em vez da massa de repouso ) obedecem à mesma fórmula.
Onde:
- E = energia;
- m = massa;
- c = a velocidade da luz no vácuo.

Nesta fórmula, da autoria de Albert Einstein, c, o valor da velocidade da luz no vácuo, realiza a conversão de quilogramas para joules (já que as grandezas de massa e energia são diferentes).
Muitas definições de massa na relatividade especial podem ser validadas usando-se esta fórmula, mas se a energia na fórmula é a energia de repouso, então a massa será a massa de repouso.
Em termos simples, E (Joules) = m (quilogramas) · 299 792 458 (metros/segundo)².
A fórmula é atribuída a Albert Einstein, que a publicou em 1905 no artigo 1905 "Ist die Trägheit eines Körpers von seinem Energieinhalt abhängig? (A inércia de um corpo depende da sua quantidade de energia?)", um dos seus artigos do Annus Mirabilis. Apesar de Einstein não ter sido o primeiro a propor a relação entre massa e energia, e várias fórmulas similares aparecerem antes da teoria de Einstein, ele foi o primeiro a propor que a equivalência da massa e energia é um princípio geral que é uma consequência das simetrias do espaço e tempo.
Em 20 de novembro de 2008, uma equipe internacional de físicos do Centro de Física Teórica de Marselha, com o auxílio do supercomputador Blue Gene, confirmou pela primeira vez na prática, que a massa do próton provém da energia liberada por quarks e glúons, provando que a massa provém da energia, conforme teorizado por Einstein há mais de cem anos: E=mc².

## Conservação de massa e energia
O conceito da equivalência massa-energia une os conceitos de conservação da massa e conservação da energia. O inverso também é válido, energia pode ser convertida em partículas com massa de repouso. A quantidade total de massa e energia em um sistema fechado permanece constante. Energia não pode ser criada nem destruída, e em qualquer forma, energia acumulada exibe massa. Na Teoria da Relatividade, massa e energia são duas formas da mesma coisa, e uma não existe sem a outra.

### Altas velocidades

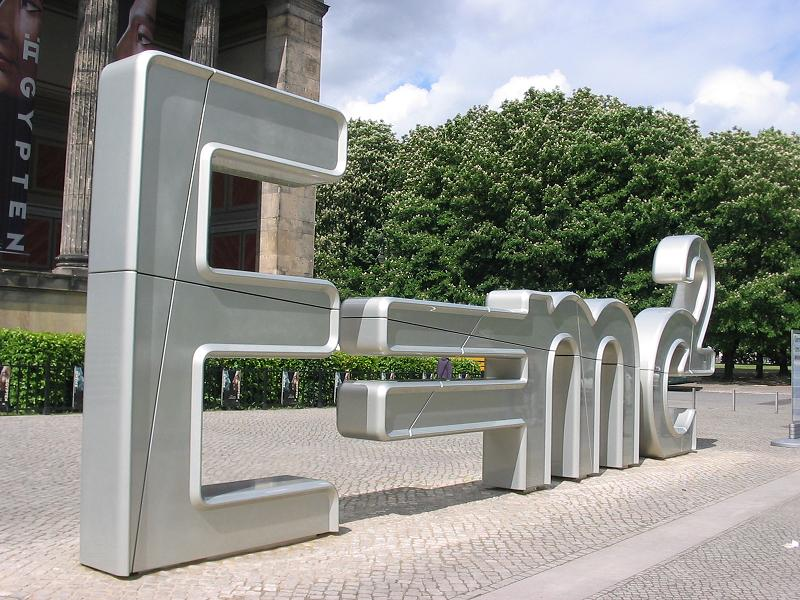
Escultura da fórmula 'E=mc²' postulada por Albert Einstein em 1905, Walk of Ideas 2006, Alemanha

Um objeto a altas velocidades, próximo da velocidade da luz não pode ser acelerado até, ou mais do que, a velocidade da luz, não importando quanta energia é transferida ao sistema. Como uma força constante é aplicada no objeto e portanto trabalho é feito sobre ele, sua velocidade não aumentará pela quantidade especificada pela fórmula da energia cinética Ecinética = 1/2 mv². Ao invés, a energia provida para isto continua a aparecer como massa, mesmo que a taxa de aumento de velocidade pare. A massa relativística do objeto aumenta, no que é conhecido como dilatação da massa. A massa relativística de um objeto é expressa em função de sua velocidade relativa em relação à velocidade da luz.
A massa relativística que aparece associado com um único objeto movendo-se em alta velocidade é uma quantidade dependente do observador, e a parte dela que é associada com a energia cinética de um  objeto único é só tão dependente do observador quanto a energia cinética deste. Neste caso, pode-se fazê-la desaparecer com a escolha de um referencial inercial. Esta escolha é o referencial no qual o objeto está parado. Por esta razão, a massa na relatividade especial é geralmente escolhida para ser a massa de repouso, que é a quantidade que não depende do referencial. Em outras palavras, não há parte da massa de repouso para objetos isolados que dependa da energia cinética, desde que esta quantidade esteja definida como a massa num referencial inercial onde objetos não estão se movendo, e sua energia cinética seja zero.
Em sistemas de objetos, diferentemente, ainda que uma parte da massa de repouso para sistemas de objetos dependa da energia cinética de alguns objetos no sistema, esta parte de massa é também constante, e não depende do observador. Esta energia cinética, diferentemente de objetos isolados, não pode sempre ser feita desaparecer pela escolha do observador, pois pode haver vários sistemas onde não exista referencial inercial onde todos objetos estejam em repouso. Então, o melhor a ser feito para reduzir a massa do sistema  é escolher um referencial inercial no qual a energia cinética é reduzida—mas neste caso, alguma energia cinética residual mínima deve ser considerada como parte da massa de repouso do sistema. A massa de repouso do sistema é definida como a energia total que está presente no referencial inercial particular onde a contribuição da energia cinética para a energia total do sistema é minimizada(o referencial do Centro de Massa). O referencial do Centro de Massa é escolhido então os momentos dos objetos do sistema estão cancelados, e isto também reduz a energia cinética total do sistema. Em outro referencial inercial onde os objetos do sistema estão se movendo (em média) rapidamente, as equações que definem massa de repouso para o aumento de momento do objeto, e garantem que esta quantidade de massa de repouso permanece constante. Então, alguma parte da energia cinética do sistema deve continuar para contribuir numa quantidade constante para a energia e massa invariantes do sistema. Todavia, esta quantidade não muda, mesmo quando vista por outros referenciais inerciais nos quais a energia cinética de vários objetos em sistemas podem ser diferentes.

## Significados da fórmula de equivalência massa-energia
A equivalência massa-energia propõe que quando um corpo possui massa, ele tem uma certa energia proporcional, como que "em repouso". Isto é oposto à Mecânica Newtoniana, na qual um corpo massivo em repouso não possui energia cinética, e pode ou não ter outras (relativamente pequenas) quantidades de energia interna armazenada. Porém, em Relatividade, a massa de repouso de um corpo é a energia de repouso desse corpo. O E da fórmula pode ser visto como a energia total do corpo, que é proporcional à massa do corpo.
Mesmo um único fóton viajando no vácuo pode ser considerado como tendo massa efetiva, m, de acordo com a fórmula E=mc². Um fóton nunca pode ser medido em repouso, mas a fórmula se aplica não apenas a partículas quando estão em repouso, mas também a sistemas em repouso. Fótons solitários são contraditoriamente considerados desprovidos de massa (eles não possuem massa de repouso, ou massa invariante, mesmo que eles possam ter variáveis quantidades de energia e massa relativística).  Mas, sistemas de 2 ou mais fótons movendo-se em diferentes direções (como por exemplo uma aniquilação elétron-positron) pode não ter momento. Sua energia E deve ser interpretada como uma massa de repouso m= E/c², aplicando a equivalência massa-energia a eles como sistema. Esta fórmula também dá a relação quantitativa de quanta massa foi perdida por um corpo ou sistema em repouso, quando a energia é removida dele, como em uma reação química ou nuclear onde calor e luz são removidos. Então este E pode ser visto como a energia removida, correspondendo a uma certa quantidade de massa relativística m que foi perdida, e que corresponde ao calor ou luz removidos. Nesses casos, a energia removida é igual a massa perdida, vezes o quadrado da velocidade da luz. Do mesmo modo, quando energia de qualquer forma é adicionada ao corpo em repouso, o aumento de massa de repouso será a energia adicionada dividido pela velocidade da luz ao quadrado.

## História e consequências da descoberta da equivalência massa-energia

### Antecedentes

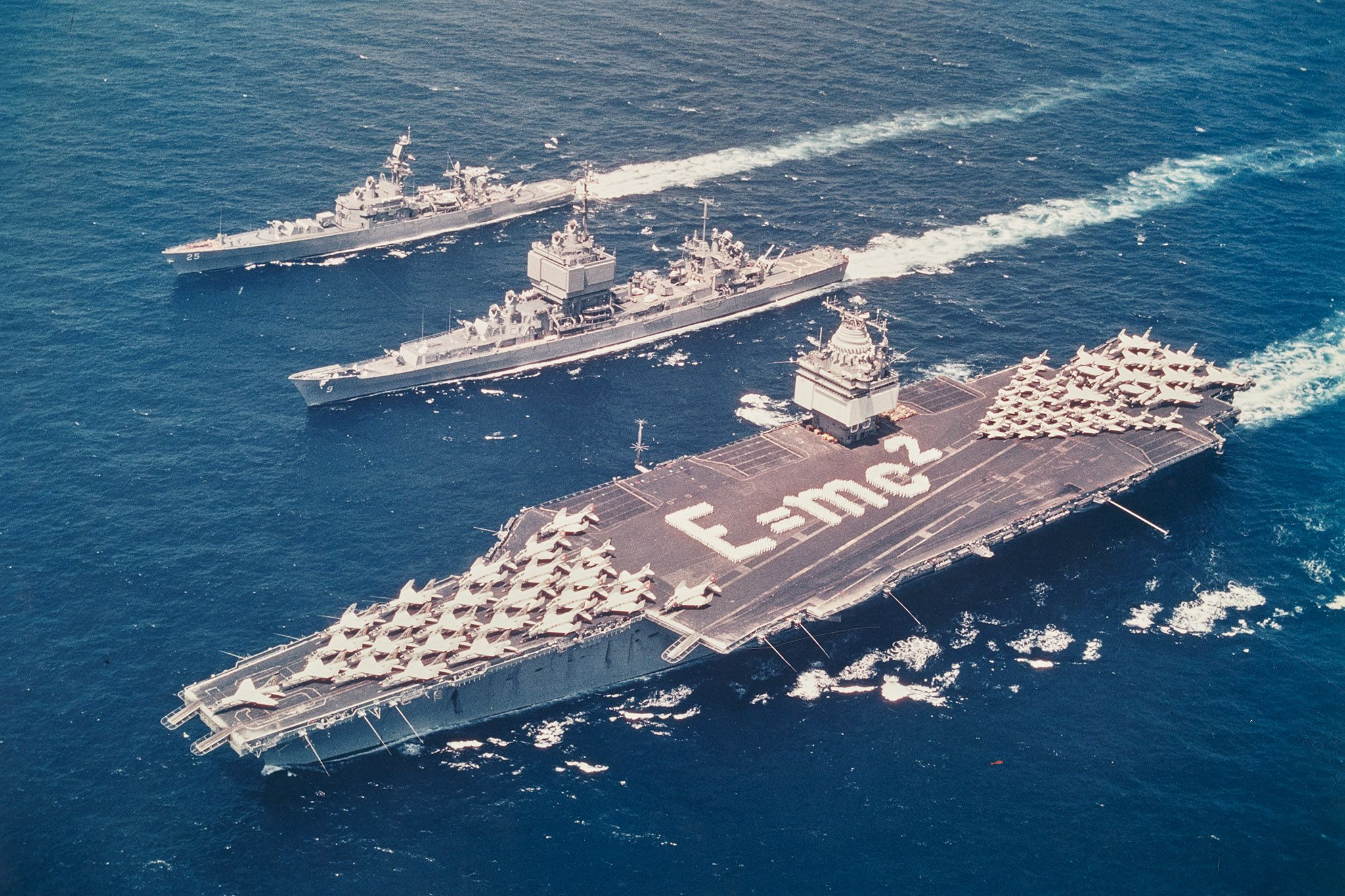
USS Enterprise, USS Long Beach e USS Bainbridge em formação no Mediterrâneo, 18 de Julho de 1964. Tripulação do Enterprise soletrando fórmula de equivalência massa-energia em homenagem a primeira Força-tarefa formada apenas por navios com propulsão nuclear

A equivalência ou interconvertibilidade de energia e massa foi primeiramente enunciada, de forma aproximada, em 1717 por Isaac Newton, na "Questão 30" de Opticks, onde diz:
Não são o corpo rígido e a luz conversíveis um em outro, e não podem os corpos receberem muito de sua atividade de particulas de luz que entram em sua composição?— Isaac Newton
A fórmula exata para a equivalência massa-energia, entretanto, foi deduzida por Henri Poincaré e Albert Einstein baseado em seu trabalho sobre relatividade. A famosa conclusão deste questionamento é que a massa de um corpo é na verdade uma medida de seu conteúdo em energia. Reciprocamente, a fórmula de equivalência massa-energia sugere que toda energia presente em um sistema fechado afeta a massa de repouso do sistema
{\displaystyle \mathrm {Energia} =\mathrm {Massa} \,\times \,(\mathrm {velocidade\ da\ luz\ no\ vacuo} )^{2}}{\displaystyle \mathrm {E} =\mathrm {m} \,\times \,\mathrm {c} ^{2}}
De acordo com a fórmula de equivalência massa-energia, a quantia máxima de energia que se pode obter de um objeto, é a massa do objeto multiplicada pelo quadrado da velocidade da luz.
A fórmula de equivalência massa-energia foi usada no desenvolvimento da bomba atômica. Pela medição de massa de diferentes núcleos atômicos e subtraindo dele a massa total de prótons e neutrons como se fossem pesados separadamente, pode-se obter uma estimativa da  energia de ligação liberada na reação nuclear, pela comparação da energia de ligação do núcleo que entra e sai da reação.

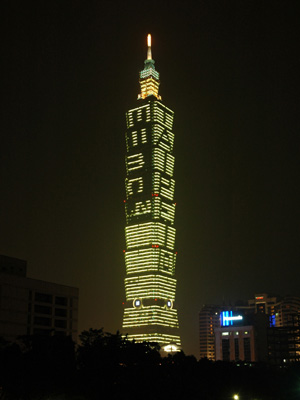
A famosa equação é mostrada em Taipei 101 durante evento do Ano Mundial da Física em 2005.

### Outras contribuições
Ainda que Einstein tenha sido o primeiro a deduzir a equivalência massa-energia de premissas de uma grande teoria de relatividade, ele não foi o primeiro a relacionar energia e massa.
A relação entre matéria e energia era conhecida por Isaac Newton. Em Opticks, publicado em 1704, Newton expôs sua teoria corpuscular da luz. Ele considerou a luz como feita de extremamente pequenos corpúsculos, matéria feita de corpúsculos maiores, e especulou que um tipo de transmutação alquímica existiria entre eles. "Não são o corpo rígido e a luz conversíveis um em outro, e não podem os corpos receberem muito de sua atividade de partículas de luz que entram em sua composição?".
Durante o século XIX, houve várias tentativas de mostrar que massa e energia eram equivalentes, seguindo as premissas do ponto de vista eletromagnético, porém elas não foram teoricamente bem-sucedidas. Os escritos de S. Tolver Preston (1875) foram interpretados como apresentação da fórmula de equivalência massa-energia.
Em 1904, Friedrich Hasenöhrl associou especificamente massa inercial com o conceito de energia através de uma equação. Hasenöhrl primeiramente concluiu que{\displaystyle m=(8/3)E/c^{2}.} Em artigo posterior, Hasenöhrl recalculou seu resultado e chegou em {\displaystyle m=(4/3)E/c^{2}.} Hasenöhrl indicou que se a energia interna de um sistema consiste de radiação, então, em geral, a massa inercial do sistema deve depender parcialmente da energia interna. Isto deve ocorrer de acordo com seus cálculos. Então, este novo cálculo de Hasenöhrl estabelece que dependendo da energia radiante E contida no sistema, a massa inercial deve ser adicionada uma massa aparente m. De fato, em 1914 Cunningham mostrou que Hasenörl cometeu um pequeno erro no qual não incluiu a pressão da radiação. Se tivesse incluído esta pressão em seus cálculos, o fator deveria ser 1 ou {\displaystyle m=E/c^{2}.} Philipp Lenard, ganhador de Prêmio Nobel e conselheiro de Adolf Hitler, reivindicava para Hasenörl os créditos da equivalência massa-energia, para fazê-la uma criação da raça ariana.

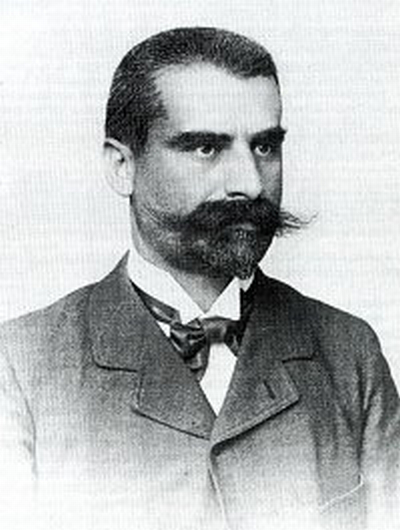
Olinto De Pretto

De acordo com Umberto Bartocci, a equação E=mc² foi primeiramente publicada em 16 de junho de 1903, por Olinto De Pretto, apesar disso não ser considerado importante pelos historiadores em geral. Mesmo que tenha sido De Pretto o primeiro a introduzir e entender a fórmula, foi Einstein que derivou-a adequadamente.
Em um artigo de 1900, o matemático francês Henri Poincaré discutiu sobre o recuo de um objeto físico quando emite uma explosão de radiação em uma direção, como predito pela Eletrodinâmica de Maxwell-Lorentz. Ele afirmou que uma corrente de radiação parece agir como um "fluido fictício" com uma massa por volume de e/c²", onde e é densidade de energia; em outras palavras, a massa equivalente de radiação é {\displaystyle m=E/c^{2}.} Poincaré considerou o recuo do emitente sendo uma característica não resolvida da teoria de Maxwell-Lorentz, que ele discutiu novamente em "Science and Hypothesis" (1902) e "The Value of Science" (1904). No último ele disse que o recuo " é contrário ao princípio de Newton visto que nosso projétil não tem massa, não tem matéria, é energia", e discutiu dois outros efeitos não explicados: (1) não-conservação de massa implicada pela massa variável de Lorentz {\displaystyle \gamma m,} teoria de Abraham da massa variável e experimento de Walter Kaufmann sobre a massa de elétrons em alta velocidade e (2) a não-conservação de energia em experimentos de rádio de Marie Curie. Foi a percepção de Einstein de que um corpo perdendo energia como radiação ou calor foi perdendo massa pela quantia {\displaystyle m=E/c^{2},} e uma lei de massa-energia correspondente, que resolveram esses problemas. (Veja Henri Poincaré#Trabalhos na relatividade.)

### Einstein e seu artigo de 1905
Albert Einstein não formulou exatamente esta fórmula em seu artigo de 1905 "Ist die Trägheit eines Körpers von seinem Energieinhalt abhängig?" ("A Inércia de Um Corpo Depende De Sua Energia?", publicado em Annalen der Physik em 27 de Setembro), um dos artigos hoje conhecidos como Annus Mirabilis Papers.
Este artigo diz:  Se um corpo cede energia L em forma de radiação, sua massa diminui em L/c² "radiação" sendo radiação eletromagnética no exemplo de Einstein (o artigo especifica "luz"), e a massa sendo o conceito simples de massa usado naqueles tempos, o mesmo que hoje chamamos de massa de repouso ou massa invariante. Na primeira formulação desta equação de Einstein, propõe-se que a massa invariante de um corpo não muda até o sistema ser aberto e a luz ou calor removido.
Na primeira formulação de Einstein, é a diferença na massa antes e depois da energia ser gasta, que é igual a L/c², e não a massa inteira do objeto. Naquele momento em 1905, mesmo isso era apenas teórico e não provado experimentalmente. Não até a descoberta  do primeiro tipo de antimatéria (o pósitron em 1932) foi esta descoberta que mostrou que vários pares de partículas em repouso podem ser convertidas em radiação movendo-se a velocidade da luz.

## Exemplos práticos
Einstein fez seus cálculos usando o sistema de medidas CGS. Sua fórmula funciona também usando o sistema em prática atualmente, SI. Usando unidades do sistema internacional, E=mc² é calculado como segue:
E = (1 kg) × (299 792 458 m/s)2 = 89 875 517 873 681 764 J (≈90 × 1015 Joules)
Seguindo o raciocínio, um kilograma de massa é equivalente a seguinte quantidade de energia:
≡ 89 875 517 873 681 760 J (≈90 petajoules), precisamente pela definição
dividindo-se o número acima por:  3 600 000 J = 1 kWh, temos:
≡ 24 965 421 632 kilowatt-horas (≈25 000 GW-horas). Obs 1 gWh = 1 000 000 kWh
=21 470 501 164 281 calorias (≈21 Pcal) — pois 1 cal = 4 186 joules — o que equivale a 21,47 quilotons de TNT-energia equivalente (≈21 kt) =85 132 835 702 940 BTUs (≈85 trilhões de BTUs), pois 1 BTU = 1 055,05585 joules ou 1 BTU = 252,2 cal
Em todo tempo energia é gerada, o processo pode ser avaliado pela perspectiva de E=mc². Por exemplo, a bomba estilo Gadget usada no Teste Trinity e a bomba atômica de Nagasaki tiveram uma explosão equivalente a 21 kt de TNT.  Cerca de 1 kg de cada 6,15 kg de plutônio (aproximadamente) em cada bomba fissionou-se em elementos mais leves totalizando quase exatamente um grama perdido, após esfriar (o calor, luz e radiação neste caso carregam o grama de massa perdida). A bomba de Hiroshima liberou uma energia estimada de 13 quilotons de TNT, implicando cerca de 0,6 gramas de massa convertidas em energia ao fim do processo.

## Embasamento e consequências
E = mc² onde m significa massa de repouso, aplica-se a todos os objetos com massa, mas sem momento resultante. Então, esta aplica-se mais simplesmente a partículas que não estão em movimento. Entretanto, em casos mais gerais, pode-se aplicar a sistemas de partículas em que partículas estejam se movendo mas em diferentes direções de modo que cancelem o momento. No último caso, ambos massa e energia do objeto incluem contribuições do calor e movimento interno, mas a fórmula continua a valer pois não há momento resultante no sistema. Exemplos familiares desses exemplos são sistemas fechados com centro de massa em repouso, como objetos sólidos ou tanques de gás. Mesmo que estes sistemas contenham diversas partículas em movimento, seu momento resultante é zero, então a energia cinética destas partículas, e, portanto, seu calor, movimento, e radiação que contém, contribui para sua massa de acordo simplesmente com E= mc². Então, esta forma da equação é absolutamente poderosa, e mais amplamente aplicável do que somente para objetos sem movimento isolados.
A fórmula é um caso especial de uma equação mais geral na qual tanto energia quanto o momento são levados em consideração. Esta equação sempre aplica-se para uma partícula que não está se movendo vista por um ponto de referência, mas esta mesma partícula pode estar se movendo pelo ponto de vista de outros pontos de referência (onde este tenha momento). Nestes casos, a equação (se a massa usada é massa de repouso) torna-se mais complicada devido as variações de energia, desde que os termos do momento sejam adicionados, então a massa de repouso permanece constante para qualquer sistema de referência.
Formulações alternativas da relatividade, admitem que a massa varie com a energia e simplificam o momento ignorado, mas isto envolve uma segunda definição de massa, chamada de massa relativística, pois isto faz com que a massa varie de acordo com o referencial adotado.
Um ponto chave é que há 2 entendimentos diferentes usados para a palavra "massa". Em um sentido, massa refere-se a massa comum que qualquer um pode medir. Este é o conceito de massa de repouso, que é também denotado como {\displaystyle m_{0}.} Em relatividade, este tipo de massa não pode mudar com o observador, mas esta é calculada usando energia e momento, e a equação {\displaystyle E=mc^{2}} não é em geral correta para isso, se a energia total é desejada. Em outras palavras, se esta equação é usada com a massa de repouso do objeto, o {\displaystyle E} obtido pela equação vai sempre ser a Energia de repouso do objeto, e vai mudar com a energia interna do objeto, como o calor, mas não vai mudar com o movimento geral do objeto.
Desenvolvendo sua versão de relatividade especial, Einstein descobriu que a energia total de um corpo em movimento é
{\displaystyle E={\frac {m_{0}c^{2}}{\sqrt {1-{\frac {v^{2}}{c^{2}}}}}},}
com {\displaystyle v} sendo a velocidade relativa. Isto pode ser mostrado como sendo equivalente a
{\displaystyle E={\sqrt {m_{0}^{2}c^{4}+p^{2}c^{2}}}}
com p sendo o momento relativístico. (i.e. {\displaystyle p=\gamma p_{0}=m_{\mathrm {rel} }v}).
Quando {\displaystyle v=0,} então {\displaystyle p=0,} e ambas as fórmulas reduzem-se a {\displaystyle E={m_{0}c^{2}},} com E agora representando a energia de repouso, {\displaystyle E_{0}.} Isto pode ser comparado com a Energia cinética na Mecânica Newtoniana:
{\displaystyle E={\frac {1}{2}}mv^{2},} 
onde {\displaystyle E_{0}=0} (na Mecânica Newtoniana só a energia cinética é considerada, e então a "energia de repouso" é zero). A expressão da mecânica Newtoniana segue naturalmente pela expansão de Taylor da expressão relativística para baixas velocidades. A energia associada com a massa de repouso é constante e pode ser subtraída sem problema comparando dois estados de energia.

### Massa relativística
Depois de Einstein ter exposto suas ideias, vários sugeriram que a matemática envolvida poderia ser simplificada se definíssemos outro tipo de massa. A massa relativística é definida por
{\displaystyle m_{\mathrm {rel} }\;=\;\gamma m_{0}\;=\;{\frac {m_{0}}{\sqrt {1-{\frac {v^{2}}{c^{2}}}}}}.}
Usando esta forma de massa, nós podemos novamente simplesmente escrever {\displaystyle E=m_{\mathrm {rel} }c^{2},} mesmo para objetos em movimento. Agora, a menos que a velocidade envolvida seja comparável a velocidade da luz, esta massa relativística é quase exatamente a mesma que a massa de repouso. Isto é, nós fizemos {\displaystyle v=0} acima, e obtivemos  {\displaystyle m_{\mathrm {rel} }=m_{0}.}
A fórmula {\displaystyle E=mc^{2}} no título pode ser reescrita: {\displaystyle E=m_{0}c^{2}} para {\displaystyle v=0,} ou {\displaystyle E=m_{\mathrm {rel} }c^{2}} quando {\displaystyle v} ≠ {\displaystyle 0.}
Os manuscritos originais de Einstein trataram m como massa de repouso e ele não gostava da ideia da "massa relativística". Quando um físico moderno se refere a massa, ele está muito provavelmente referindo-se a massa de repouso, também. Isto pode ser um ponto confuso, de qualquer forma, pois aos estudantes são muitas vezes ensinados o conceito de "massa relativística" para deixar a equação de Einstein correta, mesmo para corpos em movimento

### Aproximação para baixas velocidades
Nós podemos reescrever a expressão acima como uma série de Taylor:
{\displaystyle E=m_{0}c^{2}\left[1+{\frac {1}{2}}\left({\frac {v}{c}}\right)^{2}+{\frac {3}{8}}\left({\frac {v}{c}}\right)^{4}+{\frac {5}{16}}\left({\frac {v}{c}}\right)^{6}+\ldots \right].}
Para velocidades muito baixas comparadas com a velocidade da luz, os termos de maior grau da expressão, vão diminuindo rapidamente. A razão para isso é que a velocidade {\displaystyle v} é muito menor que {\displaystyle c,} então {\displaystyle v/c}é também pequeno. Se a velocidade é pequena o suficiente, nós podemos descartar tudo, menos os dois primeiros termos, donde obtemos:
{\displaystyle E\approx m_{0}c^{2}+{\frac {1}{2}}m_{0}v^{2}.}
Esta, expressa energia como soma da fórmula de Einstein para objetos em repouso e a usual energia cinética que Newton formulou. Então, nós vemos que a fórmula de Newton para a equação de energia só ignora a parte que ele nunca conheceu: {\displaystyle m_{0}c^{2},} e parte das altas velocidades. Isto ocorreu pois Newton nunca viu um objeto perder energia suficiente para uma mudança mensurável da massa de repouso—como em um processo nuclear—e só viu objetos moverem-se em velocidades muito pequenas comparadas à velocidade da luz. Einstein precisou adicionar termos extras para certificar-se que sua fórmula estava correta, mesmo em altas velocidades. Fazendo isso, ele descobriu que massa de repouso é convertida em energia. Interessantemente, podemos incluir o {\displaystyle m_{0}c^{2}} na Mecânica Newtoniana pois é constante, e só variações em energia têm alguma influência no que os objetos estão fazendo. Isto pode ser uma perda de tempo, de qualquer forma, precisamente porque este termo extra não tem qualquer efeito conhecido, exceto à altas energias características de reações nucleares ou aceleradores de partículas. Os termos de "maior grau" que nós desconsideramos mostram que relatividade especial é uma correção à Mecânica Newtoniana. A versão Newtoniana está atualmente errada, mas se aproxima suficientemente para utilizá-la em baixas velocidades comparadas à velocidade da luz. Por exemplo, toda mecânica celeste envolvida na chegada de astronautas à lua pode ser feito usando apenas as equações de Newton.

## Derivação
Segunda Lei de Newton como aparece na Mecânica Clássica
{\displaystyle \mathbf {F} ={\frac {d(m\mathbf {v} )}{dt}},}
onde mv é o momento não-relativístico de um corpo, F é a força atuando sobre ele, e t é a coordenada absoluta do tempo. Nesta forma, a lei é incompatível com os princípios da relatividade; a lei não pode mudar covariantemente através de Transformações de Lorentz. Esta situação é remediada modificando-se a lei para
{\displaystyle \mathbf {F} ={\frac {d\mathbf {p} }{d\tau }},}
onde agora p=mγv é o momento relativístico do corpo, F é a força atuando sobre o corpo, medida de um referencial em repouso, e τ é o tempo próprio do corpo, o tempo medido por um relógio em seu referencial em repouso. Esta equação concorda com a de Newton no limite de baixas velocidades como requerido pelo Princípio da correspondência. Além disso é covariante sob Transformações de Lorentz; se esta lei vale em um referencial, vale em todos os referenciais. O momento relativístico p=mγv é a parte espacial de p, o vetor de Minkowski do quadrimomento e então F deve também ser a parte espacial de um vetor de Minkowski, F. A versão geral relativística covariante da Segunda Lei de Newton deve incluir os 4 vetores:
{\displaystyle F={\frac {dp}{d\tau }}.}
Aqui nós temos o vetor de Minkowski do quadrimomento
{\displaystyle p=(m\gamma c,\mathbf {p} )^{T}}
que satisfaz
{\displaystyle p^{2}=m^{2}c^{2}}
do qual podemos inferir
{\displaystyle F\cdot p=0.}
No referencial de repouso da partícula, o momento é (mc,0) e então para a Força ser ortogonal, seu componente temporal deve ser zero no referencial em repouso, então F = (0,F). Aplicando uma Transformação de Lorentz para um referencial arbitrário, chegamos em
{\displaystyle F=\left({\frac {\gamma }{c}}(\mathbf {F} \cdot \mathbf {v} ),\mathbf {F} +{\frac {\gamma ^{2}}{\gamma +1}}(\mathbf {F} \cdot \mathbf {v} )\right)^{T}.}
Então, o componente do tempo da versão relativística da Segunda Lei de Newton é
{\displaystyle {\frac {\gamma }{c}}(\mathbf {F} \cdot \mathbf {v} )={\frac {d(m\gamma c)}{d\tau }}.}
Retornando a definição de trabalho feito pelas forças aplicadas como
{\displaystyle W=\int \mathbf {F} \cdot \,d\mathbf {r} =\int \mathbf {F} \cdot \mathbf {v} \,dt,}
e desde que a variação em energia é dada pelo trabalho executado, nós temos
{\displaystyle {\frac {dE}{d\tau }}=\gamma \mathbf {F} \cdot \mathbf {v} ,}
e finalmente nós vemos que, a menos de uma constante, t,
{\displaystyle E=m\gamma c^{2}}
A energia só é definida sobre uma constante, então é concebível que nós possamos definir a energia total de uma partícula livre como sendo dada simplesmente pela energia cinética T = mc² (γ – 1) que difere de E por uma constante, que é sobretudo o caso em mecânica não-relativística. Para ver que a energia de repouso deve ser incluída, a lei de conservação de momento (que servirá como substituto relativístico para a terceira lei de newton) deve ser invocada, que estabelece que a quantidade mγc² = mc² + T será conservada e permite que a energia de repouso seja convertida em energia cinética e vice-versa, um fenômeno observado em vários experimentos.

## Tradução
- Einstein, Albert (26 de agosto de 2022). Traduzido por Oliver F. Piattella. «Einstein e sua famosa fórmula E = mc²». Cadernos de Astronomia (2): 144–148. ISSN 2675-4754. doi:10.47456/Cad.Astro.v3n2.38604